# Paulo Thiago (lutador)
Paulo Thiago (Brasília, 25 de janeiro de 1981) é um lutador de MMA e policial brasileiro. Luta atualmente na categoria médio. Paulo é também sargento do Batalhão de Operações Policiais Especiais (BOPE), da Polícia Militar do Distrito Federal.

## Artes Marciais
Além das técnicas de combate obtidas como soldado do Curso de Formação de Soldados (CFSD) 2003 e no BOPE, Paulo Thiago é faixa-preta em Jiu-jitsu, sob o comando do mestre Ataíde Jr. Embora Paulo ainda realize treinos com seu mestre Ataíde Junior na Constrictor Team, realiza treinos esporádicos com equipes mais consagradas no MMA como Nova União e Black House, na véspera dos eventos.

## Carreira no MMA
Paulo fez a sua estreia profissional no Storm Samurai 8 em 2005. Ele lutou com Ricardo Petrucio e venceu o combate por finalização no 3º round. Suas três lutas conseguintes foram disputadas em uma mesma noite, no Grand Prix Planaltina, onde venceu todas as três lutas por finalização e se tornou o vencedor do torneio. Depois de mais duas vitórias, Paulo assinou com o Jungle Fight. Ganhou quatro lutas seguidas no evento até sua contratação pelo Ultimate Fighting Championship.

### Ultimate Fighting Championship
Paulo fez sua estréia no UFC em 21 de fevereiro de 2009, marcada por uma vitória de virada sobre Josh Koscheck no UFC 95. Thiago ganhou a luta por nocaute, com um uppercut direito e um gancho de esquerda. Depois da luta, Thiago recebeu o prêmio de Knockout da Noite.
Thiago teve sua segunda luta no UFC contra o candidato ao cinturão dos meio-médios e companheiro Koscheck, Jon Fitch. A luta ocorreu no UFC 100. Esta foi a primeira luta do Thiago no Estados Unidos, a qual perdeu por decisão unânime. A diferença de experiência era visível mas mesmo assim Paulo resistiu às tentativas de finalização, quase encaixando uma guilhotina no começo da luta, porém não foi o bastante para conter a amarração de Fitch.
Paulo derrotou o recém-chegado do UFC Jacob Volkmann no UFC 106. Apesar de ter nitidamente mantido a vantagem em pé, o wrestler americano mostrou ser mais versátil como grappler quase finalizando Paulo em um estrangulamento. Embora tenha sido uma luta difícil, Paulo impressionou os jurados com dois knockdowns em cima de seu oponente e venceu por decisão unânime.
A quarta luta de Paulo no octagon do UFC, foi marcada para ser uma revanche contra Josh Koscheck em UFC 109. No entanto, Koscheck foi cortado após sofrer uma lesão não revelada. Koscheck foi substituído pelo seu companheiro de equipe Mike Swick. Thiago venceu por finalização no segundo round com um Brabo Choke e ganhou o prêmio de Finalização da Noite. Foi a primeira derrota por finalização na carreira de Swick.
A próxima luta de Paulo Thiago ocorreu no UFC 115, contra o lutador dinamarquês Martin Kampmann, Thiago foi dominado durante os três rounds tanto em pé quanto no chão, onde por várias vezes evitou guilhotinas e triângulos mostrando o valor de sua faixa preta de Jiu-Jitsu, Kampmann ainda acertou uma boa sequência no segundo round. No final derrota por decisão unânime, essa foi a segunda derrota de Thiago. Paulo voltaria a entrar no octógono do UFC em 23 de Outubro de 2010, no UFC 121, contra o vencedor da primeira temporada do The Ultimate Fighter, Diego Sanchez. Na luta Paulo começou trocando melhor que o americano que só buscava derrubar, Paulo venceu o round. No segundo e terceiro round, Sanchez conseguiu derrubar Paulo que conseguiu uma raspada e algumas posições de Finalização porém defendidas por Sanchez que acabou virando a luta e vencendo por decisão unânime. Mesmo após duas derrotas seguidas, Paulo Thiago renovou seu contrato com o UFC por mais 4 lutas. Paulo Thiago havia acertado voltar a lutar no UFC Live: Sanchez vs. Kampmann contra Johny Hendricks, porém devido a uma lesão a luta foi cancelada. Thiago retornou a lutar em 27 de Agosto no UFC 134: Silva vs. Okami realizado no Rio de Janeiro, seu adversário foi David Mitchell que foi derrotado por Thiago por decisão unânime. Thiago entrou ao som da música Tropa de Elite da banda Tihuana.
A torcida me arrepiou. Lutei por ela. Me emocionei demais. Gritaram ‘Caveira, faca na Caveira!’. Foi algo tocante. O Brasil se apegou ao Bope. Os gritos de ‘Caveira’ não eram apenas para mim, eram direcionados a todos os policiais. É uma escola de guerreiros e de lá virão outros lutadores.

O compromisso seguinte do Caveira foi no dia 10 de novembro de 2012. Na primeira edição da organização na China. O evento ocorreu em Macau e o brasileiro perdeu por decisão unânime para Dong Hyun Kim, da Coreia do Sul.
Thiago enfrentaria Lance Benoist em 18 de maio de 2013 no UFC on FX: Belfort vs. Rockhold, mas Benoist se lesionou e foi substituído pelo seu compatriota Michel Trator. Thiago venceu a luta por decisão unânime em uma luta apertada.
Thiago enfrentou Brandon Thatch em 9 de novembro de 2013 no UFC Fight Night: Belfort vs. Henderson II. Após levar uma joelhada, Thiago bateu, demonstrando desistência. Thiago também foi derrotado pelo russo Gasan Umalatov em 31 de Maio de 2014 no UFC Fight Night: Miocic vs. Maldonado por decisão unânime.
Thiago então era esperado para enfrentar Mike Rhodes em 13 de setembro de 2014 no UFC Fight Night: Pezão vs. Arlovski II. No entanto, Rhodes se lesionou e foi substituído pelo veterano Joe Riggs. No entanto, Riggs também se lesionou e foi substituído por Sean Spencer. Thiago perdeu a luta por decisão unânime.

## Demissão do UFC
Com a nova derrota e a sequência negativa de 2 vitórias em apenas 9 lutas, Caveira foi demitido do UFC em outubro de 2014.

## Cartel no MMA
| Cartel no MMA   |             |            |
| 26 lutas        | 17 vitórias | 9 derrotas |
| Por nocaute     | 2           | 2          |
| Por finalização | 9           | 0          |
| Por decisão     | 6           | 7          |

| Res.    | Cartel | Oponente          | Método                             | Evento                                    | Data       | Round | Tempo | Local                         | Notas                                                            |
| ------- | ------ | ----------------- | ---------------------------------- | ----------------------------------------- | ---------- | ----- | ----- | ----------------------------- | ---------------------------------------------------------------- |
| Vitória | 17-9   | Cheick Kone       | Finalização (mata-leão)            | Fight2Night 1                             | 04/11/2016 | 3     | N/A   | Rio de Janeiro                |                                                                  |
| Vitória | 16-9   | Paulistenio Rocha | Decisão (unânime)                  | The Warriors Combat 3                     | 13/08/2016 | 3     | 5:00  | Brasília                      |                                                                  |
| Derrota | 15–9   | Markus Perez      | Decisão (unânime)                  | Thunder Fight 7                           | 25/06/2016 | 5     | 5:00  | São Paulo                     | Estreia no Peso-médio; pelo cinturão Peso-médio do Thunder Fight |
| Derrota | 15-8   | Sean Spencer      | Decisão (unânime)                  | UFC Fight Night: Pezão vs. Arlovski II    | 13/09/2014 | 3     | 5:00  | Brasília                      |                                                                  |
| Derrota | 15-7   | Gasan Umalatov    | Decisão (unânime)                  | UFC Fight Night: Miocic vs. Maldonado     | 31/05/2014 | 3     | 5:00  | São Paulo                     |                                                                  |
| Derrota | 15-6   | Brandon Thatch    | Nocaute Técnico (joelhada e socos) | UFC Fight Night: Belfort vs. Henderson II | 09/11/2013 | 1     | 1:30  | Goiânia                       |                                                                  |
| Vitória | 15-5   | Michel Prazeres   | Decisão (unânime)                  | UFC on FX: Belfort vs. Rockhold           | 18/05/2013 | 3     | 5:00  | Jaraguá do Sul                |                                                                  |
| Derrota | 14-5   | Dong Hyun Kim     | Decisão (unânime)                  | UFC on Fuel TV: Franklin vs. Le           | 10/11/2012 | 3     | 5:00  | Cotai                         |                                                                  |
| Derrota | 14–4   | Siyar Bahadurzada | Nocaute (soco)                     | UFC on Fuel TV: Gustafsson vs. Silva      | 14/04/2012 | 1     | 0:42  | Estocolmo                     |                                                                  |
| Vitória | 14-3   | David Mitchell    | Decisão (unânime)                  | UFC 134: Silva vs. Okami                  | 27/08/2011 | 3     | 5:00  | Rio de Janeiro                |                                                                  |
| Derrota | 13-3   | Diego Sanchez     | Decisão (unânime)                  | UFC 121: Lesnar vs. Velasquez             | 23/10/2010 | 3     | 5:00  | Anaheim, California           | Luta da Noite                                                    |
| Derrota | 13-2   | Martin Kampmann   | Decisão (unânime)                  | UFC 115                                   | 12/06/2010 | 3     | 5:00  | Vancouver, Colúmbia Britânica |                                                                  |
| Vitória | 13-1   | Mike Swick        | Finalização (d'arce choke)         | UFC 109: Relentless                       | 06/02/2010 | 2     | 1:54  | Las Vegas, Nevada             | Finalização da Noite                                             |
| Vitória | 12-1   | Jacob Volkmann    | Decisão (unânime)                  | UFC 106: Ortiz vs. Griffin II             | 21/11/2009 | 3     | 5:00  | Las Vegas, Nevada             |                                                                  |
| Derrota | 11-1   | Jon Fitch         | Decisão (unânime)                  | UFC 100                                   | 11/07/2009 | 3     | 5:00  | Las Vegas, Nevada             |                                                                  |
| Vitória | 11-0   | Josh Koscheck     | Nocaute (soco)                     | UFC 95: Sanchez vs. Stevenson             | 21/02/2009 | 1     | 3:29  | Londres                       | Nocaute da Noite                                                 |
| Vitória | 10-0   | Luiz Dutra Jr.    | Nocaute Técnico (lesão)            | Jungle Fight 11                           | 13/09/2008 | 1     | 0:40  | Rio de Janeiro                |                                                                  |
| Vitória | 9-0    | Ferrid Kheder     | Decisão (unânime)                  | Jungle Fight 10                           | 12/07/2008 | 3     | 5:00  | Rio de Janeiro                |                                                                  |
| Vitória | 8-0    | Paulo Cavera      | Finalização (triângulo de braço)   | Jungle Fight 9: Warriors                  | 31/05/2008 | 1     | N/A   | Rio de Janeiro                |                                                                  |
| Vitória | 7-0    | Leonardo Peçanha  | Decisão (unânime)                  | Jungle Fight 8                            | 06/04/2008 | 3     | 5:00  | Rio de Janeiro                |                                                                  |
| Vitória | 6-0    | Fernando Bettaga  | Finalização (triângulo de braço)   | Capital Fight                             | 14/12/2007 | 1     | 2:02  | Brasília                      |                                                                  |
| Vitória | 5-0    | Frank Carelli     | Finalização (mata-leão)            | Conquista Fights 3                        | 12/05/2007 | 2     | 0:37  | Vitória da Conquista          |                                                                  |
| Vitória | 4-0    | Igor Pakoto       | Finalização (triângulo de braço)   | Grand Prix Planaltina                     | 13/10/2006 | 1     | 1:06  | Planaltina                    |                                                                  |
| Vitória | 3-0    | Diogo Almeida     | Finalização (guilhotina)           | Grand Prix Planaltina                     | 13/10/2006 | 3     | 1:21  | Planaltina                    |                                                                  |
| Vitória | 2-0    | Marcone           | Finalização (triângulo de braço)   | Grand Prix Planaltina                     | 13/10/2006 | 3     | 1:31  | Planaltina                    |                                                                  |
| Vitória | 1-0    | Ricardo Petrucio  | Finalização (triângulo)            | Storm Samurai 8                           | 02/07/2005 | 3     | 1:36  | Rio de Janeiro                |                                                                  |